# Ruta Napoleón

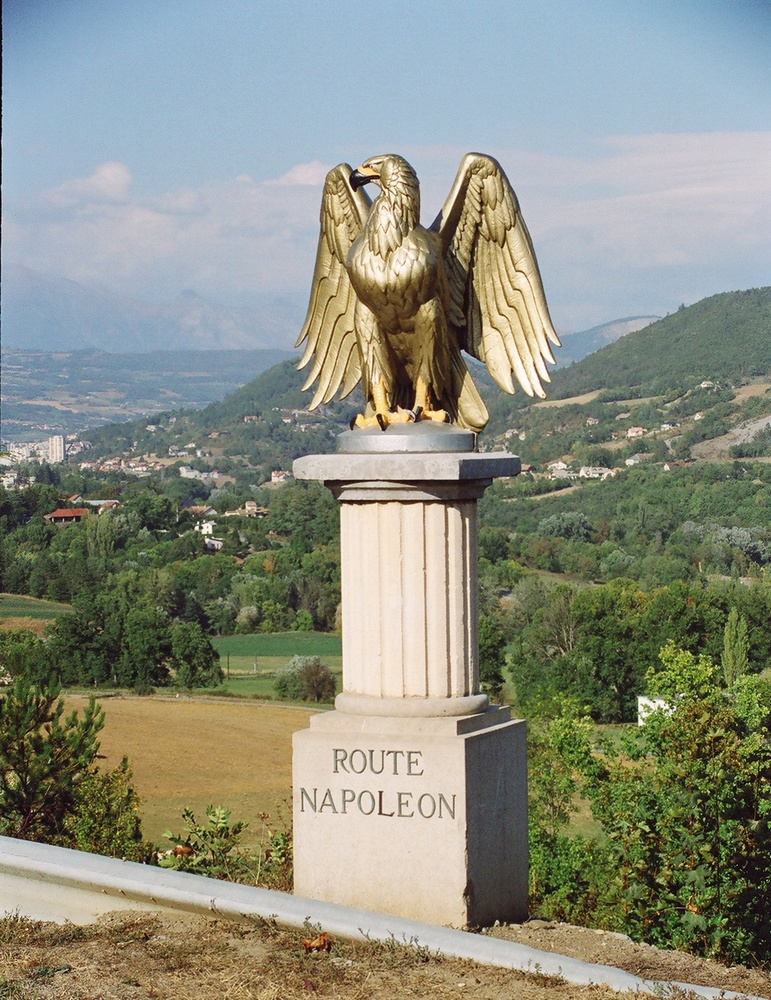
Águila dorada marcando la Ruta Napoleón, en la aproximación del sur a Gap, Hautes-Alpes

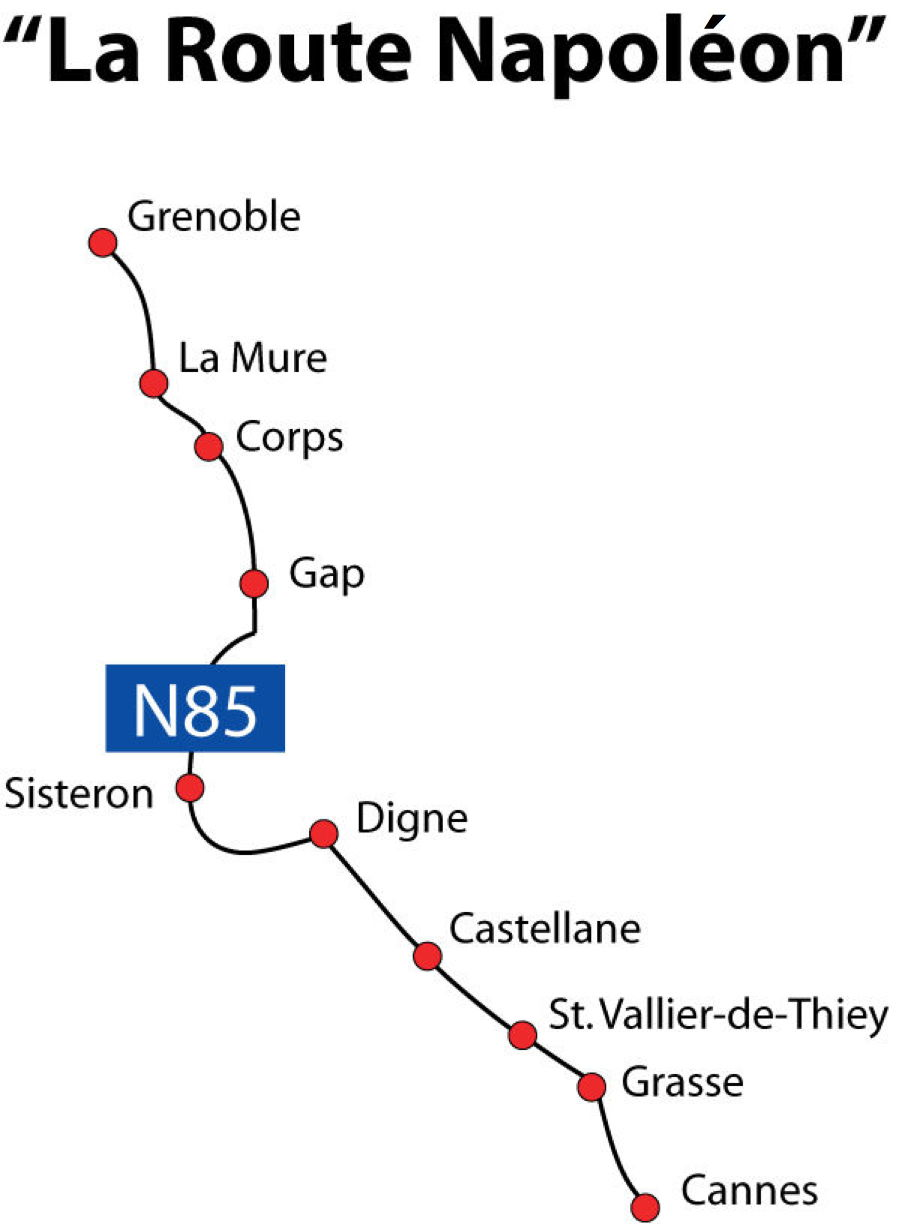
La Ruta Napoléon

La Ruta Napoleón (conocida internacionalmente como Route Napoléon) es la ruta seguida por Napoleón en 1815 en su regreso de la isla de Elba. Ahora se sigue con secciones de las carreteras N85, D1085, D4085, y D6085.
La ruta empieza en Golfe-Juan, donde Napoleón desembarcó el 1 de marzo de 1815 y empezó así el Gobierno de los cien días, que acabaron en Waterloo. La carretera se inauguró en 1932 y parte de la Riviera francesa en dirección norte-noroeste,  a lo largo de los pies de la cordillera de los Alpes. El camino está marcado con estatuas del águila Imperial francesa.

## Ruta
Del sur al norte:
- Antibes
- Grasse
- Saint-Vallier-de-Thiey
- Castellane
- Digne-les-Bains
- Sisteron
- Gap
- Col Bayard (1 246 m)
- Corps
- La Mure
- Laffrey
- Grenoble

## Galería

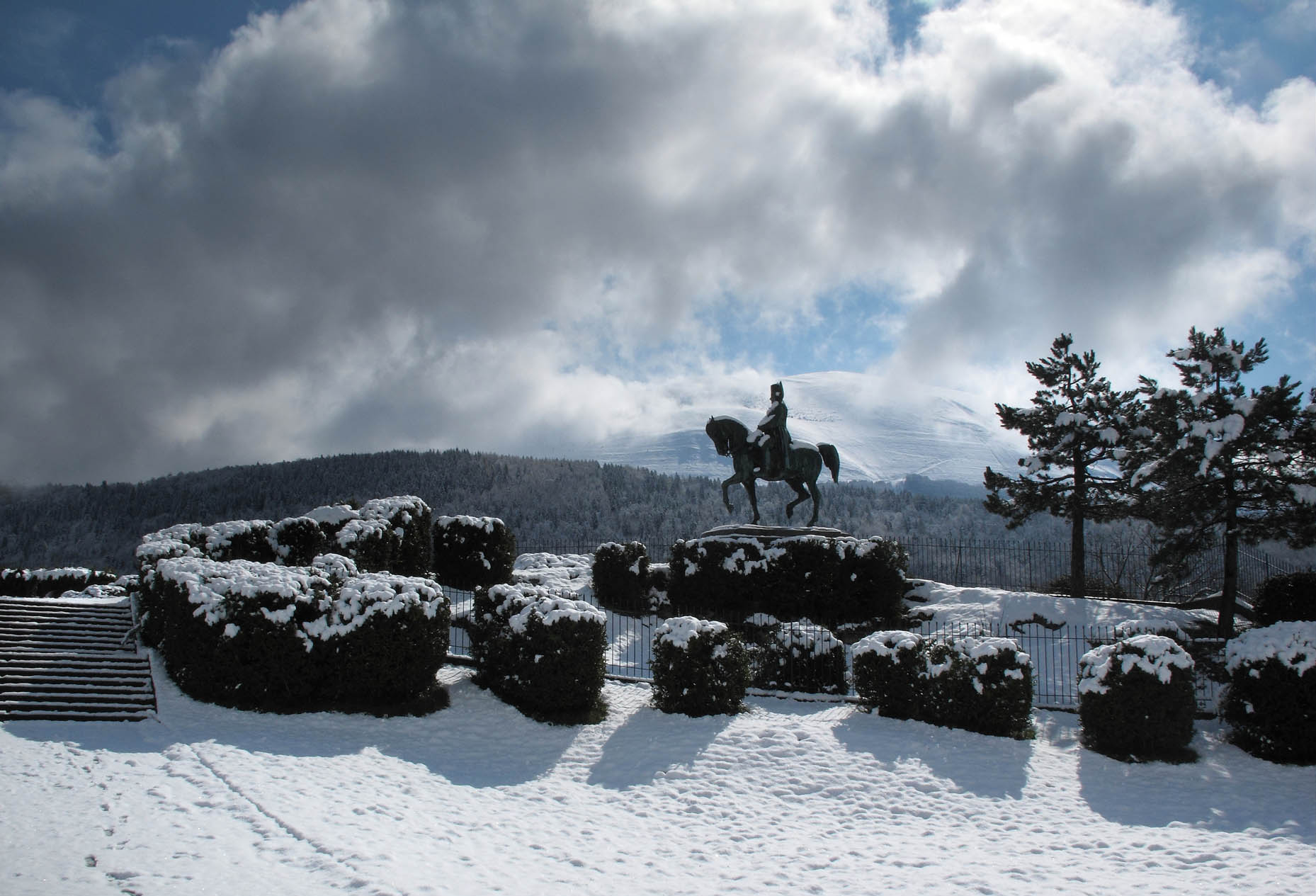
Ruta Napoleon, Prairie de la Rencontre, Laffrey, Francia
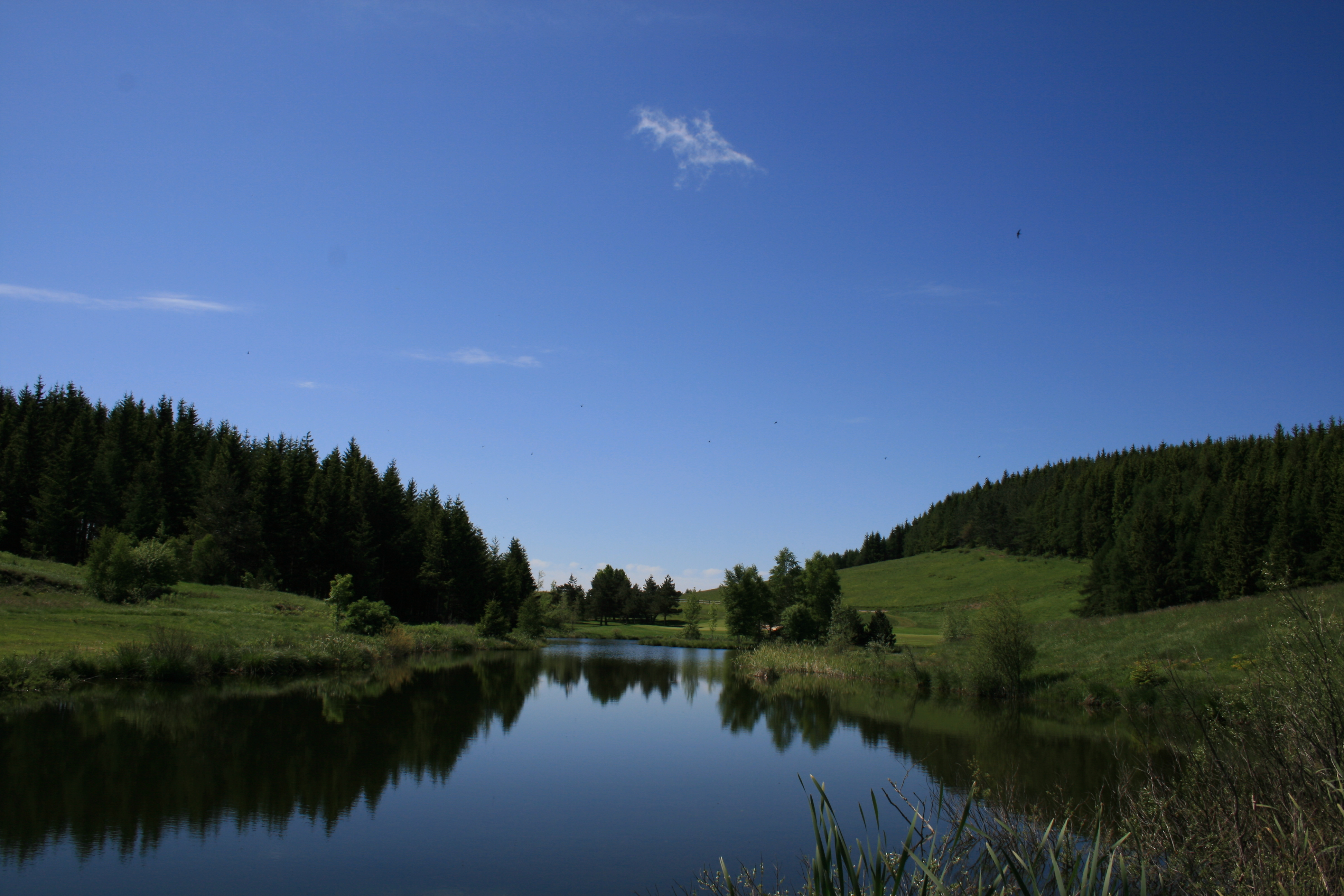
Lago en el Col Bayard
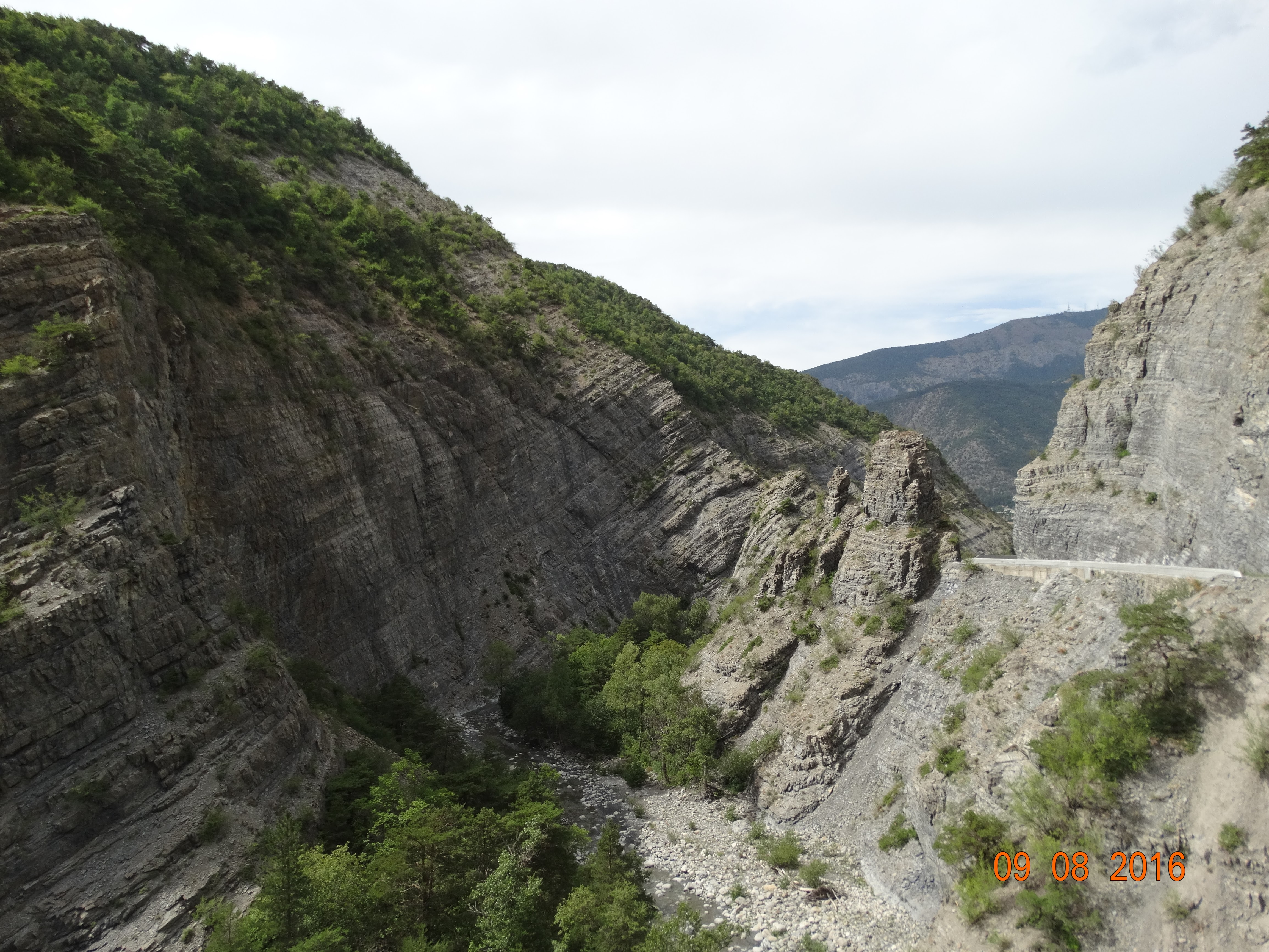
La carretera de Napoleón en Sisteron
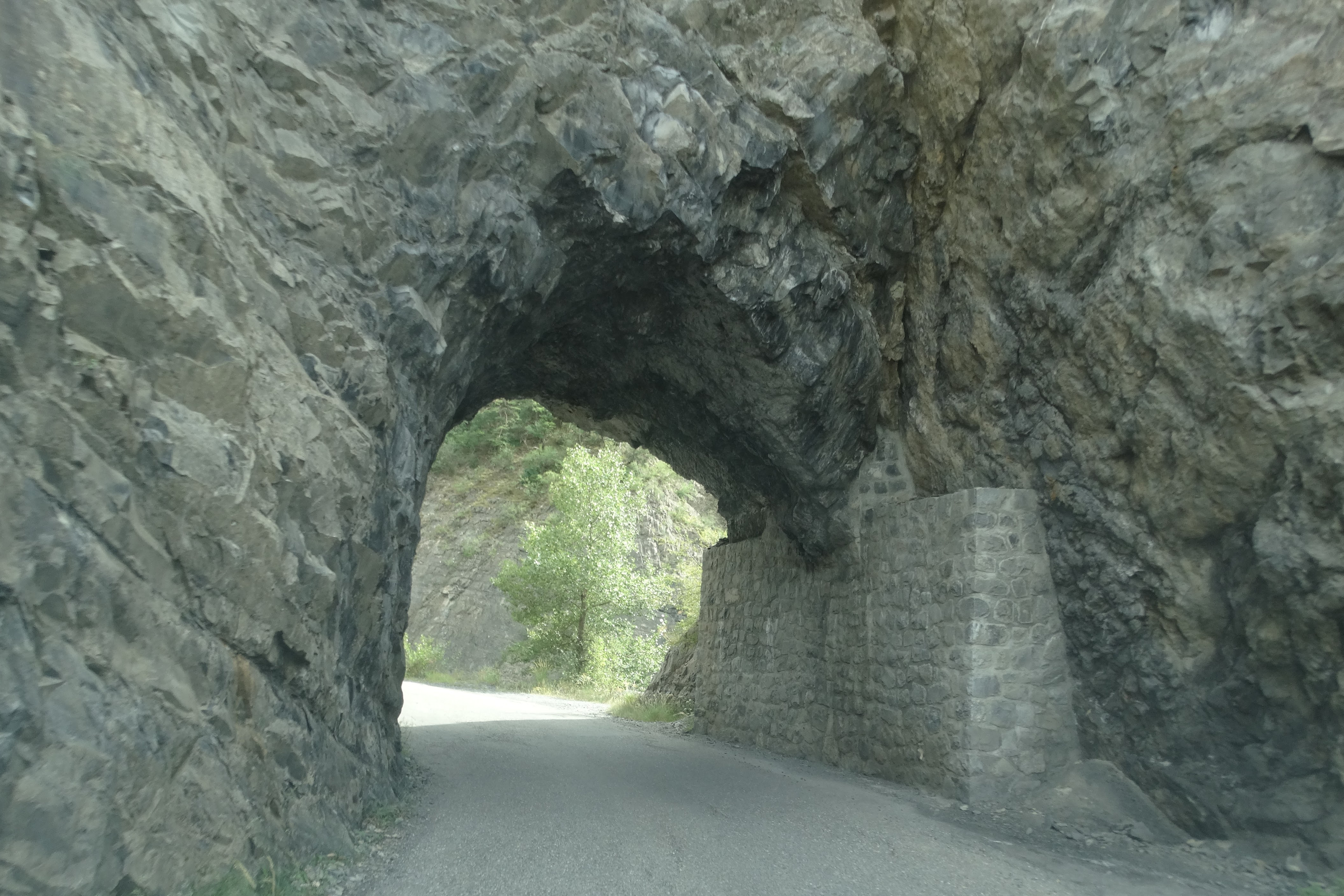
Gammal tunnel